# Яко Молхов (офицер)
 Тази статия е за генерала.  За литературния критик вижте Яко Молхов.  
Яков Йосифов Молхов е български офицер, доцент, генерал-лейтенант.

## Биография
Роден е на 12 август 1926 г. в село Каменица, днес част от Велинград. Първоначално учи в родното си село, а след това в търговската гимназия в София. Член е на РМС от 1941 г. Леля му Тинка е съпруга на генерал Петър Вранчев. В края на 1942 г. е арестуван по процеса на търговската гимназия, но оправдан по недоказаност на обвиненията. В същия процес Ангел Чаушев е осъден на строг тъмничен затвор. След процеса Молхов се прибира в родното си село. Участва в Съпротивителното движение през Втората световна война като партизанин от партизанска бригада „Чепинец“, а след това и във войната срещу Германия като доброволец в двадесет и седми пехотен чепински полк. Завършва Военното училище в София през 1948 г. като артилерист. През октомври 1948 г. е назначен за командир на курсантски артилерийски взвод в новосъздаденото Военно артилерийско училище. Освен командир е преподавател по история на българското военно изкуство в училището. От 1949 до 1954 г. учи в Артилерийската инженерна академия „Дзержински“ в Москва, която завършва с отличие. След завръщането си започва работа в командването на артилерията на Министерството на отбраната.
От октомври 1955 г. е началник на катедра „Артилерия“ във Военнотехническата академия в София. През 1960 г. е назначен за началник на катедра „Ракетни войски и артилерия“ във Военната академия в София. Две години по-късно защитава дисертация на тема „Борба с противниковите средства за ядрено нападение в настъпателната операция“ във Военната академия. Негов научен ръководител е генерал-майор Мицо Гетовски. След това изкарва едногодишен курс в Артилерийската академия в Ленинград. Бил е началник на артилерията на дивизия, и заместник началник-щаб на артилерията на армия. От 1966 г. е назначен за заместник-началник на Военно научно-техническо управление към Генералния щаб, а от 1968 г. началник на отдел МАУВ (Механизация и автоматизация управлението на войските). След това е началник на Генералния щаб по автоматизацията.
През 1972 г. Молхов е назначен за представител на Министерството на отбраната в Междуправителствената комисия на СИВ по изчислителна техника. От 1975 до 1976 г. учи във ВМЕИ изчислителна техника и програмиране. През 1979 г. като помощник-началник на Генералния щаб е повишен в звание генерал-майор. От 1983 г. е генерал-лейтенант и заместник-началник на Генералния щаб на българската армия. Остава на този пост до уволняването си през 1991 г. След това е бил първи заместник-председател на Съюза на ветераните от войните. Умира на 16 юли 2012 г. в София.
Публикува статии в сп. „Артилерийски преглед“, „Военен журнал“, „Армейски преглед“, „Военно-исторически сборник“, „Военна техника“, „Народна армия“, „Български воин“, „Военна мисъл“ и други. Има над 100 публикации, от които четири монографии – „От черешовото топче до ракетата“, „Средства за ядрено нападение и борбата с тях“, „История на Отечествената война на България“ и „Автоматизация на управлението на войските“.

## Военни звания
- поручик – 1948
- генерал-майор – 1979
- генерал-лейтенант – 1983

## Награди
- За „История на Отечествената война на България 1944 – 1945 г.“ е награден с Димитровска награда заедно с Мито Исусов и Нинко Косашки;
- Орден от министъра на отбраната за изграден учебен център към министерството, 1982;
- Златна значка от Комитета за наука и технически прогрес „За високо техническо равнище“.